# Трансгімалаї
31° пн. ш. 91° сх. д. / 31° пн. ш. 91° сх. д.
Трансгімалаї або Хребет Гангдісе — Ньєнчен-Танглха (піньїнь: Gāngdǐsī-Niànqīngtánggǔlā Shānmài) — гірський хребет в Китаї завдовжки 1600 км, що простягається у напрямку захід — схід паралельно головному гімалайському хребту. Розташована на північ від річки Ярлунг-Цангпо на півдні Тибетського плато, Трансімалаї складаються з хребта Гангдисе на заході та хребта Нієнчен-Тангла на сході.
У тектонічній западині, що відокремлює їх від Гімалаїв, протікають річки: верхня Брахмапутра, Сатледж та Інд.
Гірський масив досягає середньої висоти близько 5800-6000 м, зі зниженням висот на сході та заході. Лише декілька вершин досягають 6500 м, зрідка понад 7000 м. На південь гори раптово уриваються у долини, які знаходяться на висоті 3000-400 м, а на флангах близько 2000 м. На північ вони переходять відносно рівномірно у степи та пустелі ландшафт центральної частини Тибетського нагір'я (Чангтан) із середньою висотою близько 5000 м, так що гори там розташовані лише на 1000 м над рельєфом.
Гірський масив складається в основному з кварциту, сланцю, граніту та вапняку, утворені під час альпійського орогенезу, Покриті напівпустелями на північних схилах, та степами на південних. Вічні сніги та льодовики на вершинах.
Вічні сніги вище 6000 м. Клімат характеризується дуже холодною зимою та відносно теплим літом. Оскільки гори лежать у мусонній тіні Гімалаїв, кількість опадів дуже низька — близько 400 мм на рік
Найбільше місто Трансгімалаїв — Лхаса. Тибетська столиця лежить у високогірній долині на сході гірського хребта.

## Джерелі
- Allen, Charles (17 січня 2013). A Mountain in Tibet: The Search for Mount Kailas and the Sources of the Great Rivers of Asia. Little, Brown Book Group. ISBN 978-1-4055-2497-1. Процитовано 7 лютого 2015.